# Shaman King
Shaman King är en manga-serie av Hiroyuki Takei som publicerades i 32 utgåvor mellan 1998 och 2004. De första 13 delarna i serien översattes till svenska av Magnus Johansson och började publiceras i Sverige 2007 på Bonnier Carlsen. Då serien är en manga läses den från höger till vänster.

## Handling
Den unge shamanen Yoh Asakura kämpar för att bli shamankung; den störste shamanen av dem alla. Shamankungen utses vart femhundrade år i en stor tävling där shamaner från hela världen deltar, och får kraften att omforma världen efter sin vilja. Tävlingen är organiserad i turneringsform, med ett grundspel om tre matcher som kvalifikation till ett slutspel av utslagstyp. Matcherna består av kampsportsartade envig där de tävlande kämpar mot varandra med hjälp av sin översjäl; förmågan att manifestera sitt psyke. Den psykiska styrkan (mängden mana) har en stor betydelse för utgången, men den avgörande faktorn är framför allt förmågan att använda sin översjäl på ett konstruktivt sätt och att anpassa sig till situationen. Här har Yoh ett tydligt övertag över flera av sina motståndare, åtminstone till en del på grund av sin avslappnade attityd till hela tävlingen: hans grundinställning är att allting kommer att lösa sig, och anledningen till att han vill bli shamankung är framför allt att han i så fall skulle kunna ta det lugnt och göra precis så lite som han vill.
Yoh får hjälp av sin fästmö Anna, som är desto mer intresserad av att han ska vinna titeln; det är inte klart om det i första hand är status åt sig själv hon är ute efter, eller om hon helt enkelt anser att Yoh är en lämplig kandidat till ämbetet. Yoh får också hjälp av Amidamaru, spöket efter en mäktig samurajkrigare. Yoh löser problemet som hållit honom kvar på Jorden, men han vill inte lämna den utan ser i stället Yoh som sin nye daimyo. De "normala" människorna företräds av Yohs klasskamrat Manta, en kort och knubbig plugghäst som alltid bär med sig sitt superlexikon, och Ryu med träsvärdet, en tuffing med mjukt inre som genom Yohs vänlighet omvänds från fiende till vän. Helt normala är dock inte heller dessa; Manta kan se spöken (vilket annars bara shamaner kan) och Ryu blir med tiden själv shaman.

## I rollerna
- Yoh Asakura: Seriens huvudperson, han är en ung pojke född till att fullfölja en mångårig träning till att bli en fullfjädrad shaman. Sin ringa ålder till trots är han en formidabel svärdsmästare och vid sin sida har han spöket efter en allsmäktig samuraj.

- Manta Oyamada: En pojke i samma ålder som Yoh, han gör sitt allra första framträdande alldeles i seriens början där han snabbt formar en stark vänskap till den unge shamanen. Han är mycket bildad och bär alltid med sig sitt stora kunskapslexikon. Längre fram under shamanturneringen när Yoh och hans vänner kämpar mot Hao blir Manta varse om vad han egentligen är, endast i animen.

- Anna Kyoyama: Sedan tidig barndom förlovad med Yoh, till skillnad från sin kärlek så är Anna en mycket mäktigare shaman än han och har förmågan att åkalla och smälta samman andar med levande människor. Anna ser oskyldig och vän ut vid första anblicken men är egentligen en väldigt tuff person som tränar Yoh till det yttersta för att han ska kunna bli en shaman, hon har en dröm om att bli alla shamaners drottning en dag.

- Amidamaru: En oövervinnerlig och ökänd samuraj från det medeltida Japan som numera tjänar som Yohs i vått och torrt trogne vapendragare i skepnaden av ett spöke. Allteftersom de kämpar tillsammans utvecklas både de obrytbara banden mellan shaman och spöke och styrkan de delar.

- Ren Tao: En av Yohs allra första motståndare i den stora shamanturneringen. I början är han hänsynslös och kallhjärtad, men längre fram efter att ha fått hjälp av Yoh och hans vänner att besegra hans far så blir han en av dem. Han är i samma ålder som Yoh men betydligt starkare.

- Jun Tao: Rens storasyster. Hon besitter den uråldriga förmågan att kunna kontrollera levande döda och använda dem som mänskliga vapen. I början är hon precis som sin bror men efter att deras far besegrats ändrar hon uppfattning och blir en av Yohs vänner.

- Bason: Ren Taos spöke. Han är en gammal kinesisk krigsherre som tjänade familjen Tao redan innan sin död. I början var han som en sinneslös hund som bara lydde sin herre, men efter att Yoh kommit in i bilden förändrades både Bason och Ren sakta, från att ha varit skoningslösa och ständigt sökande efter makt till att bli mer öppna och vänliga.

- Lee Pailong: Jun Taos spöke. Han är en känd skådespelare och även en mäktig utövare av Dao Dan Do, en ovanlig och närmast oövervinnerlig form av kung fu. När han blev dödad återupplivade familjen Tao honom som en zombie och satte honom under Juns kontroll.

- Ryu med träsvärdet: I början var han ledaren för ett gatugäng, vars enda uppgift i livet var att finna ett eget så kallat drömställe. Han var både hårdnackad och otrevlig, till och med när han först mötte Yoh men efterhand blev han mer som en vän till honom. Han kallas Ryu med träsvärdet för att han alltid bär mer sig ett svärd av trä, och han är också något av ett fan av Elvis Presley då han alltid går klädd på samma sätt som honom.

- Tokagero: När han var en man av kött och blod levde Tokagero som en simpel bandit i det feodala Japan, under precis samma tid som Amidamaru. Han kallas allmänt för ödlemannen, eftersom hans namn erinrar om en ödla. I början sökte han enbart hämnd på Amidamaru för det han hade gjort mot honom i jordelivet men Yoh fick honom att inse sanningen om sig själv, att han i själva verket inte var så elak som han hade intalat sig själv. Han blir sedan Ryus spöke.

- Mosuke: När Amidamaru växte upp i det gamla Japan var hans bästa och enda vän en erfaren vapensmed vid namn Mosuke. De gjorde allting ihop och var alltid tillsammans, det var Mosuke som smidde Amidamaru det legendariska svärd som sedan skulle komma att bli känt som Harusume, eller vårregn om man så ville. När Yoh och hans vänner än behöver det så är Mosuke alltid villig att hjälpa dem. I animen under shamanturneringens slutskede blir Mosuke den andlige vapendragaren åt ingen mindre än Manta, som vid den tiden insett sin potential.

- Silva: En medlem av den uråldriga nordamerikanska Patchstammen. Han sitter i valkommittén till shamanturneringen och har fem djurtotem till sitt förfogande. Liksom Yoh är han på andlig väg besläktad med den onde shamanen Hao Asakura.

- Horokeu "HoroHoro" Usui: Deltagare i shamanturneringen, Yohs första motståndare i kampen. Hans dröm är att återupprätta naturen till sitt forna skick, och på sätt kunna rädda ett andligt småfolk som lever där. Han härstammar från det urgamla ainu-folket, tillsammans med sina föräldrar och sin lillasyster Pirika.

- Kororo: Horokeus "HoroHoro" spöke. Hon är en av Koropokuru, det av naturen andliga småfolk som håller på att dö ut på grund av miljöförstöring. Längre fram i serien avslöjas det att hon från början var en människoflicka som Horohoro kände och dessutom var kär i.

- Johann George Faust VIII: Yohs andra motståndare i shamanturneringen. Han är en läkare som tar till alla medel för att vinna och blir senare Yohs och de andras kompanjon i shamantävlingen. Hans shamanspöke är hans döda hustru Eliza, som han helst av allt vill göra levande igen.

- Chocolove McDonald: En ung afrikansk shaman som Yoh träffar i en stad mitt under shamantävlingen. Han vill blåsa "Skrattets Vind" över hela världen. Chocolove slår följe med Yoh och hjälper till i kampen mot deras ultimata fiende Asakura Hao.

- Mic Jaguar: Chocoloves spöke som är en jaguar. Han tillhörde tidigare Chocoloves mästare som var både komiker och en shaman.

- Lyserg Diethel: En ung shaman från England, vid en mycket tidig ålder blev hans föräldrar dödade av Asakura Hao. Ända sedan dess hade han sökt efter vänner som kunde hjälpa honom att besegra Hao, han går efterhand med i en grupp shamaner kallad X-Laws men fortsätter att vara en trogen vän till Yoh och de andra.

- Morphine: Morphine är en fe som tillhörde Lysergs far innan han dog. Numera tjänar hon Lyserg.

- Hao Asakura: När han först kommer in i bilden påminner han mest om Yoh, men denne shaman är i själva verket långt mäktigare än någon annan. Han är i grunden Yohs tvillingbror men i realiteten är han hans förfader, född flera tusen år innan seriens början i det feodala Japan och utbildad till en mäktig shinto-präst bekämpade han de onda krafter som fanns i världen. När han dog återföddes han femhundra år senare som en medlem i Patchstammen, där han under den föregående shamanturneringen krossade en annan mäktig stam, Seminoa. Han blev sedan dödad av en annan av Asakuras förfäder för att slutligen återfödas som det ena av två syskon i det moderna Japan, denna gång inom sin egen blodlinje, klanen Asakura.